# 小行星2628
小行星2628（2628 Kopal）是一颗围绕太阳公转的小行星。1979年6月25日，舒爾特·巴斯、埃莉諾·赫琳在赛丁泉山发现了此天体。
該小行星以捷克天文學家茲德涅克·科帕爾命名。
这颗小行星的绝对星等为146.9985998705289等。